# Lys Gauty
Lys Gauty (Alice Gauthier) (*14 de febrero de 1900, Levallois-Perret, Francia - †Montecarlo, 2 de enero de 1994) fue una cantante francesa.
Cantante de formación clásica, tuvo una importante trayectoria en el music-hall de su época propulsada por su marido Gaston Groëner.
Integra la larga nómina de grandes cantantes francesas de la primera mitad del siglo como Fréhel, Yvonne Printemps, Lucienne Boyer, Damia, Marie Dubas, Lucienne Delyle y Édith Piaf.
Trabajará en Chez Fyscher en 1924, La boite aux Matelots en 1932, Bobino en 1933, en L'Alhambra en 1934 y otros.
En 1930 debuta en cine en Dia de boda de Maurice Gleize participando en "L'Atalante" de Jean Vigo y en 1938 en La goualeuse de Fernand Rivers.
En 1932 graba las canciones de La ópera de tres centavos de Kurt Weill (también graba el "Complainte de la Seine" y "À Paris dans chaque Faubourg" del film de René Clair "Catorce de julio".
Estrella durante la ocupación alemana de Francia se le prohíbe actuar entre 1945 y 1950 para retornar en la opereta Ma goualeuse en el casino de Montparnasse.
Abandona la escena en 1953 para hacerse cargo de la dirección de un cabaret en Niza.

## Canciones famosas
- Le Chaland qui passe (1931)[4]

- Valparaíso (1932)

- Les deux guitares (1932)[5]

- J' aime tes grands yeux (1932)[6]

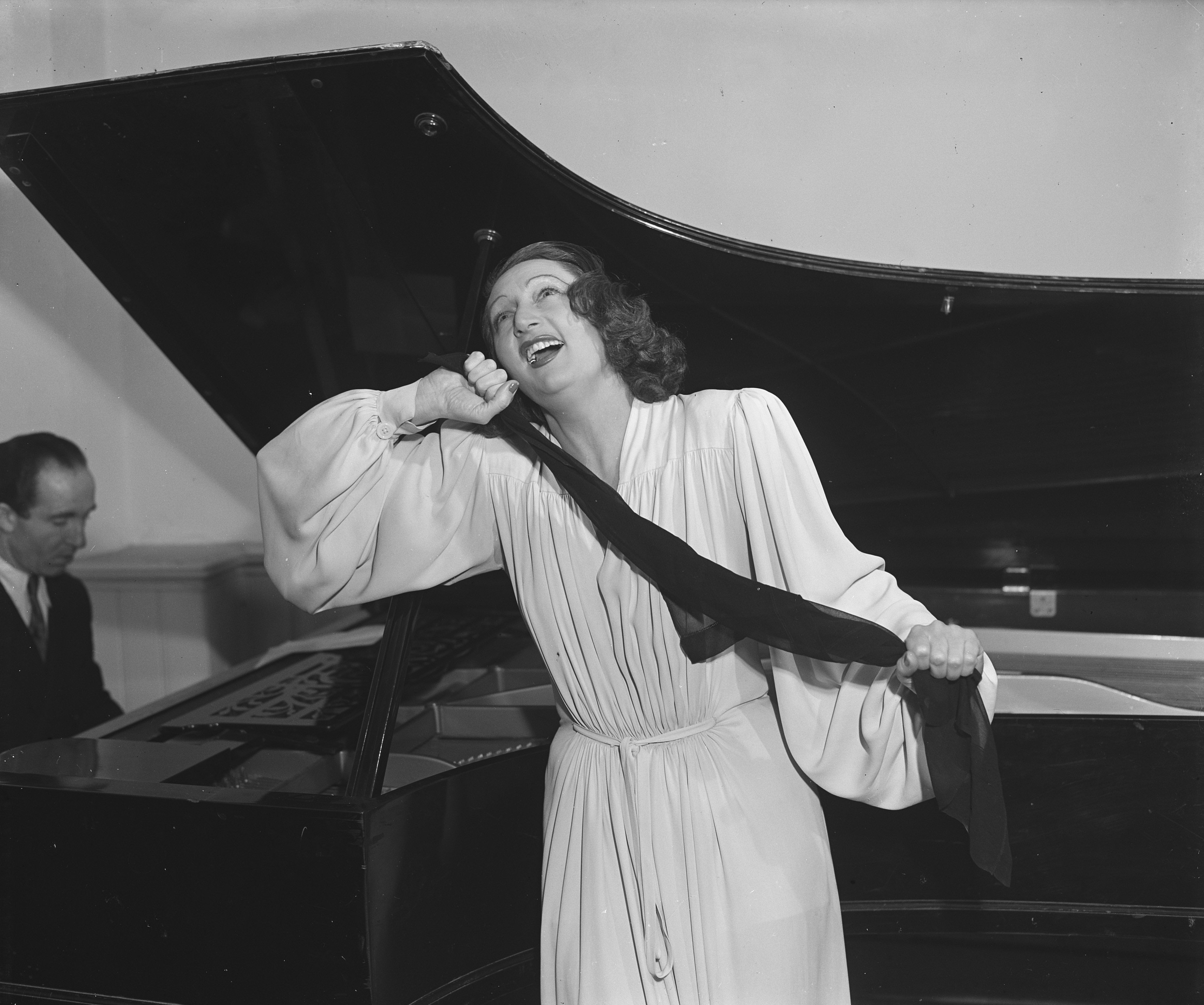
Lys Gauty (1946)

- À Paris dans chaque faubourg (1933)

- Le Bistro du port (1934)

- Au revoir, bon voyage (1935)[7]

- Le Bonheur est entré dans mon cœur (1938)

- J'écoute la pluie (1940)